# Anna Makino
Anna Makino (jap. 牧野アンナ Makino Anna; ur. 4 grudnia 1971 w Tokio) – japońska piosenkarka popowa, członkini byłego zespołu Super Monkey’s. Na scenie muzycznej debiutowała mając piętnaście lat, jako artystka solowa. Jej pierwsza piosenka Love Song Sagashite znalazła się w grze komputerowej Dragon Quest II. Makino nie zdobyła sławy jako solowa piosenkarka w Tokio, więc pojechała do Okinawy i podjęła pracę nauczycielki w Okinawa Actors School. W wieku dwudziestu lat Anna ponownie rozpoczęła karierę piosenkarki w zespole Super Monkey’s. Przed wydaniem drugiego singla w 1992 r. opuściła grupę i wróciła do pracy instruktorki tańca w Okinawa Actors School, gdzie pracowała do 2002. W 2002 r. rozpoczęła pracę w szkole tanecznej dla dzieci z zespołem Downa.

## Dyskografia
- 1987 – Love Song Sagashite
- 1992 – Koi no Cute Beat / Mister U.S.A.